# Ricardo Canals
Ricardo Vicente Canals Vila (Montevideo, 26 settembre 1970) è un ex calciatore e procuratore sportivo uruguaiano.

## Carriera

### Club
Dopo diverse stagioni giocate in patria con Bella Vista, Nacional e Huracán Buceo, nell'estate 1996 si trasferisce in Spagna al CD Logroñés con cui disputa il campionato di Primera División 1996-1997 scendendo in campo con regolarità. La stagione successiva  si sposta in Italia al Vicenza. Gioca subito da titolare nella Supercoppa italiana persa contro la Juventus per 3-0, ma nel prosieguo della stagione l'allenatore Francesco Guidolin lo impiega sempre più raramente. Complessivamente riesce a racimolare solo nove presenze nel campionato di Serie A 1997-98 e quattro presenze in Coppa delle Coppe.
Terminata l'esperienza in Europa ritorna in Sudamerica giocando quattro stagioni con il Rosario Central in Argentina. Chiude la carriera in patria al Fénix.

### Nazionale
Ha collezionato 4 presenze con la nazionale maggiore uruguaiana.

## Statistiche

### Cronologia presenze e reti in nazionale
| Cronologia completa delle presenze e delle reti in nazionale ― Uruguay | Cronologia completa delle presenze e delle reti in nazionale ― Uruguay | Cronologia completa delle presenze e delle reti in nazionale ― Uruguay | Cronologia completa delle presenze e delle reti in nazionale ― Uruguay | Cronologia completa delle presenze e delle reti in nazionale ― Uruguay | Cronologia completa delle presenze e delle reti in nazionale ― Uruguay | Cronologia completa delle presenze e delle reti in nazionale ― Uruguay | Cronologia completa delle presenze e delle reti in nazionale ― Uruguay |
| Data                                                                   | Città                                                                  | In casa                                                                | Risultato                                                              | Ospiti                                                                 | Competizione                                                           | Reti                                                                   | Note                                                                   |
| ---------------------------------------------------------------------- | ---------------------------------------------------------------------- | ---------------------------------------------------------------------- | ---------------------------------------------------------------------- | ---------------------------------------------------------------------- | ---------------------------------------------------------------------- | ---------------------------------------------------------------------- | ---------------------------------------------------------------------- |
| 5-9-1993                                                               | Guayaquil                                                              | Ecuador                                                                | 0 – 1                                                                  | Uruguay                                                                | Qual. Mondiali 1994                                                    | -                                                                      | 32’                                                                    |
| 12-9-1993                                                              | Montevideo                                                             | Uruguay                                                                | 2 – 1                                                                  | Bolivia                                                                | Qual. Mondiali 1994                                                    | -                                                                      |                                                                        |
| 19-9-1993                                                              | Rio de Janeiro                                                         | Brasile                                                                | 2 – 0                                                                  | Uruguay                                                                | Qual. Mondiali 1994                                                    | -                                                                      | 4’ 68’                                                                 |
| 18-1-1995                                                              | La Coruña                                                              | Spagna                                                                 | 2 – 2                                                                  | Uruguay                                                                | Amichevole                                                             | -                                                                      | 62’ 73’                                                                |
| Totale                                                                 |                                                                        | Presenze                                                               | 4                                                                      |                                                                        | Reti                                                                   | 0                                                                      |                                                                        |